# فطرية نفسية
الفطرية النفسية (بالإنجليزية: Psychological nativism)‏ هي رؤية تفيد بأن مهارات محددة وقدرات معينة «فطرية» أو يُجبل الدماغ البشري عليها منذ الولادة. تتناقض تلك الرؤية مع التجريبية، أو رؤية الصفحة البيضاء (اللوح الفارغ)، وتنص على انعدام المحتوى الفطري في الدماغ كالمعتقدات، واحتواء الدماغ فقط على قدرات للتعلم من البيئة. يساهم هذا الخلاف في جدلية الطبيعة ضد التنشئة، المبنية على صعوبة الهندسة العكسية للعمليات دون الواعية للدماغ، خاصة الدماغ البشري.
يعتقد الفطريون (مؤيدو الفطرية) أن معتقدات وتفضيلات محددة «مجبولة». فقد يجادل المرء مثلًا أن الحدس الأخلاقي فطري، أو تفضيلات الألوان فطرية. تنص الحجة الأخرى، الأقل رسوخًا، على أن الطبيعة تمد العقل البشري بأدوات تعليمية خاصة. تختلف الرؤية السابقة عن التجريبية في مدى الخوارزميات التي تترجم التجربة البشرية إلى معلومات، ربما يزداد تعقدها وتخصصها في النظريات الفطرية عن النظريات التجريبية. يظل التجريبيون مرحبين بطبيعة خوارزميات التعلم، ولا يلزمون أنفسهم بالآليات التاريخية للسلوكية.

## في الفلسفة
لمذهب الفطرة تاريخ في الفلسفة، خاصة في موجة رد الفعل على التجريبية المباشرة التي طورها جون لوك وديفيد هيوم. طرح هيوم حججًا مقنعة منطقية حول استحالة الاستدلال على مبدأ العلية (السببية) من المدخلات الإدراكية والتصورات. أقصى ما قد يطمح إليه المرء أن يستدل على تتابع حدثين أو تزامنهما. تفيد إحدى الردود على هذا الطرح، بأن المفاهيم غير الخاضعة للتجربة، مثل العلية، توجد قلبيًا بمعزل عن أي خبرة، لذا فإنها من الفطرة.
طرح الفيلسوف إيمانويل كانط (1724-1804) في كتابه نقد العقل الخالص أن العقل البشري يعرف الموضوعات بطريقة فطرية أو قبلية. يدعي كانط أن البشر، منذ الولادة، يدركون كل الموضوعات في تعاقب (الزمان) وتجاور (المكان). تصف لائحته التي وضعها للمقولات القوالب التي ينسب لها العقل أي موضوع في العموم. اتفق أرتور شوبنهاور (1788-1860) مع كانط، ولكنه قلل المقولات الفطرية إلى واحدة، وهي العلية، وتنطوي تلك المقولة على سائر المقولات.

## النمطيات
ترتبط الفطرية الحديثة بأعمال جيري فودور (1935-2017)، ونعوم تشومسكي (ولد في 1928)، وستيفن بينكر (ولد 1954)، يطرحون أن للبشر منذ الولادة نمطيات معرفية (قدرات نفسية متخصصة موروثة جينيًا) تسمح لهم بالتعلم واكتساب المهارات، مثل اللغة. يظهر الأطفال قدرة على اكتساب اللغة المنطوقة، ولكنهم يحتاجون إلى تدريب مكثف للقراءة والكتابة. أصبحت تلك الأطروحة المسماة «فقر المحفز» مكونًا أساسيًا لحجة تشومسكي عن «عضو اللغة»، العضو العصبي الموروث جينيًا، الذي يسمح بفهم شامل للنحو، يقدر عليه كل البشر الأصحاء عصبيًا، وتُهذب بتجارب الفرد بلغته الأصلية. يستشهد بينكر في كتابه «الصفحة البيضاء 2002» بقدرات التعلم اللغوية عند الأطفال، بالنسبة لكمية التعليمات المباشرة التي يتلقونها، ليبرهن على القدرات البشرية الفطرية حول اكتساب اللغة (لا محو الأمية).
اختلف عدد من المنظرين الآخرين مع هذه الادعاءات. وطرحوا نظريات بديلة عن كيفية نشوء النمطيات عبر مسار التطور، عن طريق نظام التهذيب التدريجي للمؤثرات البيئية والاستجابة إليها.

### اللغة
يوفر البحث حول القدرة البشرية على اكتساب اللغة دعمًا قويًا للرؤية الفطرية. أولًا، اللغة سمة مميزة للنوع البشري: لم يُكتشف أي مجتمع بشري لا يستخدم اللغة، ويكتسب كل الأطفال القادرين طبيًا لغة واحدة أو أكثر في الطفولة المبكرة. قد يستخدم الطفل ذو الخمس سنوات كل التراكيب اللغوية أو معظمها، الموجودة في لغة البيئة المحيطة به. لذا فإن المعرفة بالقواعد اللغوية مضمرة: فلن يتمكن الطفل ذو الخمس سنوات ولا الراشدون من صياغة القواعد التي تُبنى عليها اللغة. تظهِر الأدلة التجريبية أن الأطفال مهيأون بفرضيات تسمح لهم باكتساب قواعد لغتهم.
يُستخدم مصطلح النحو الكلي للتعبير عن الخصائص البيولوجية للدماغ البشري، بصرف النظر عن ماهيتها المسؤولة عن استيعاب الأطفال السريع الناجح للغة دون مجهود يُذكر أثناء سنوات التعلم الأولى في الحياة. يرتبط نعوم تشومسكي بشدة بالتحقيق العلمي للنحو الكلي، ولكن فكرة النحو الكلي كانت حاضرة في سوابق تاريخية تعود إلى القرن السابع عشر تحت اسم نحو بورت رويال.
شغل إطار المبادئ والمقاييس مكانة مركزية في نظرية النحو التوليدي المعاصرة أثناء صياغة نظرية النحو الكلي (منذ نهاية سبعينيات القرن العشرين حتى الآن). يمثل المبدأ في هذا الإطار متطلبًا نحويًا ينطبق على كل اللغات، والمقياس نقطة اختلاف محدودة للغاية عبر كل لغة. كان التصور الشائع حول المقاييس في بداية الثمانينيات أنها مفاتيح إغلاق وفتح في صندوق (فكرة منسوبة إلى جيمس هيغينبوثام). بينما يُتصور في البحث الحديث عن التراكيب النحوية أن المقاييس اختيارات للسمات الصورية للرؤوس الوظيفية.
تتجلى حقيقة لعب النحو الكلي لدور مهم في اكتساب الأطفال للغة في الاختلافات بين الأنواع: إذ يتعرض الأطفال والحيوانات الأليفة في المنزل لنفس المدخلات اللغوية، ولكن قدرة الطفل عند بلوغه ثلاث سنوات على استيعاب العبارات عديدة الكلمات تتفوق على الكلب المستأنس. يصبح هذا الدليل شديد الأثر عندما يأخذ المرء بعين الاعتبار عدم تصحيح الأخطاء النحوية للأطفال. لوحظ إتقان بعض الأطفال ذوي الحالات الطبية المانعة للكلام لنحو لغتهم وألفاظ مجتمعهم، بالرغم من افتقارهم لإمكانية الخطأ في المقام الأول. تُسمى حقيقة نجاح الأطفال في اكتساب اللغة في حالة الفقر الشديد للمدخلات اللغوية، مثل غياب التصويب عند الخطأ، بحجة فقر المحفز، وتُعتبر مصدرًا مهمًا للدليل التجريبي على مركزية دور النحو الكلي في اكتساب الطفل للغة.

## النقد
تُعتبر الفطرية في بعض الحالات مصطلحًا مبهمًا؛ لذا فإنه غير قابل للدحض؛ فليس ثمة تعريف للحالة التي نفترض فيها أن قدرة ما «فطرية» (كما أشار جيفري إيلمان وزملاؤه في «إعادة النظر في الفطرانية»، لا يتضح كيف تُشفر المعلومات الفطرية تحديدًا في الجينات). يبذل الفطريون المحدثون قليلًا من الجهد في صياغة تنبؤات قابلة للاختبار والدحض، وأشير إليهم من بعض التجريبين أنهم يمارسون العلم الزائف، ويشبهونهم بأصحاب «نظرية الخلق النفسي». يقول عالم النفس المؤثر هنري ل. رودجير أن «تشومسكي عقلاني منذ البداية، فلم تكن التحليلات التجريبية ولا البيانات المتعلقة باللغة من أي نوع ذات جدوى بالنسبة إليه، وحتى علماء اللسانيات النفسيون لم يبدوا كثيرًا من الاهتمام به».
يجادل بعض الباحثين أن مقدمات الفطرية اللغوية شُجعت باعتبارات متقادمة وبحاجة للترميم. إذ يتشجع منظّرو الفطرية بعدم كفاية الاستدلالات الإحصائية لتفسير تطور اللغات البشرية المعقدة. وكان هذا رد فعل على فشل النماذج السلوكية على تفسير تعلم شيء في غاية التعقيد كلغة كاملة. بُنيت العديد من حجج الفطرية على تأكيد تشومسكي حول عجز الأطفال عن تعلم النحو المعقد بناءً على المدخلات اللغوية فقط، لذا لا بد أنهم يمتلكون نمطيات حول تعلم اللغة، أو جهاز اكتساب اللغة. تظل حجة فقر المحفز التي طورها تشومسكي جدلية بين علماء اللسانيات.
يحاول العديد من التجريبين الآن تطبيق نماذج التعلم الحديثة وأساليب التساؤل حول اكتساب اللغة، بنجاح ملحوظ. يمثل التعميم المبني على التشابه حقلًا آخر للبحث الحديث، ويقترح أن الأطفال يكتسبون القدرة السريعة على استخدام الكلمات الجديدة بتعميم استخدام الكلمات المشابهة التي يعرفونها بالفعل.
يجادل بول غريفيثس، في «ما الفطرانية؟»، أن الفطرانية مفهوم ملغَز ولا يثمر عند توظيفه؛ لأنه يخلط المفاهيم «المتنافرة تجريبيًا». جادل غريفيثس في ورقة سابقة أن الفطرانية تخلط بين ثلاثة مفاهيم بيولوجية مميزة: الثبات النمائي، وطبيعة الأنواع، والمآل المعد. يشير الثبات النمائي إلى لاحساسية صفة ما إلى المدخلات البيئية، وتعكس طبيعة الأنواع ماهية الكائن الحي من نوع مميز، بينما يشير المآل المعد إلى الكيفية التي سيتطور بها الكائن الحي.